# Be-2500 (航空機)

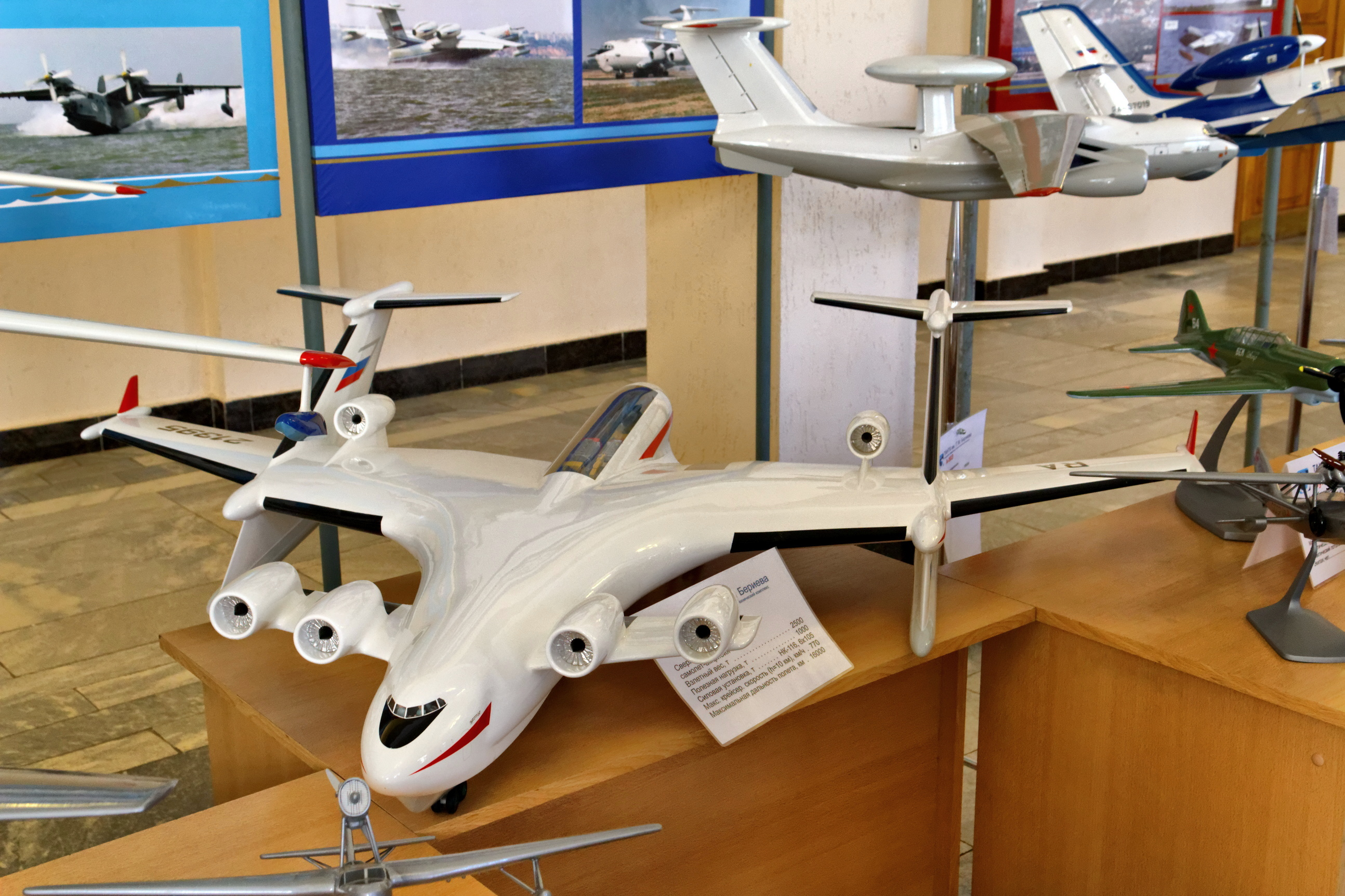
Be-2500の完成予想模型

Be-2500 ネプトゥーン（ロシア語:Бе-2500 «Нептун»ビェー・ドヴィェー・トィースャチ・ピチソート・ニプトゥーン）は、ロシア連邦の航空機メーカーであるベリエフ社が構想している2,500トン級の超大型ジェット輸送水陸両用飛行艇である。愛称は、ロシア語で「ネプトゥヌス」のこと。

## 概略
ベリエフ社はソ連時代から、Be-2500のような超大型飛行艇を構想していた。主に大陸間の大型輸送に用いるためとされている。これはどのような大型の航空機であっても飛行艇なら在来の港湾施設を使うことが出来るため、特別なインフラ整備を行う必要がないためである。構想では、エンジンは機体の後部上方に6発エンジンを搭載し、三胴体のような巨大な機体をもっている。2018年にベリエフはBe-2500は引き続き予備設計段階にあり、飛行技術的特性及び顧客によってその後のさらなる作業への決定が下されると発表した。

## 機体要目（計画値）
- 乗員: 2 名以上
- 全長: 115.5m
- 全幅: 125.51m
- 全高: 29.12m
- 最大離陸重量: 2,500t
- ペイロード: 1,000t
- 最大速度:高高度飛行時: 770km/h、翼面飛行時:450km/h
- 航続距離:16,000km